# Antonianos di Afrodisia

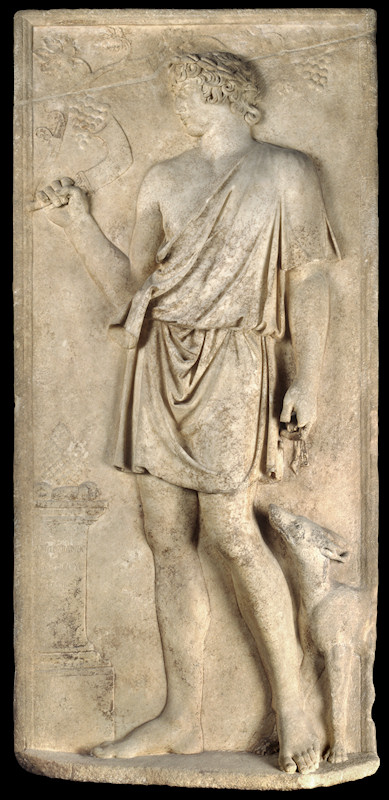
Antinoo nelle sembianze del dio Silvano (Fondazione Cariplo)

Antonianos (Geyre, ... – ...; fl. III secolo) è stato uno scultore greco antico, vissuto nel II sec. d.C..

## Biografia
Si tratta di un artista operante in una delle botteghe presenti a Roma e composte da scultori provenienti da Afrodisia (oggi Geyre), città della Caria, nella Turchia sudoccidentale, in cui era fiorente l'attività artistica, anche grazie alla presenza di importanti cave di marmo.

## Opere
- Antinoo nelle sembianze del dio Silvano (130-138), marmo pentelico, Fondazione Cariplo